# Journeyman (Album)
Journeyman (englisch für „Handwerksgeselle“) ist das elfte Studioalbum von Eric Clapton. Es erschien am 18. November 1989.

## Hintergrund und Erfolg
Das Album stellte Claptons Comeback dar, der bis Mitte der 1980er Jahre alkoholabhängig war. Das Album vertritt den typischen elektrischen Rocksound dieser Zeit, bedient aber mit Songs wie Before You Accuse Me oder Running on Faith auch Claptons Blueswurzeln. Die erfolgreichste kommerzielle Single war Bad Love; sie brachte Clapton 1990 einen Grammy für die beste männliche Gesangsdarbietung sowie einen Nummer-1-Hit in den Rockcharts ein. Clapton vertraute außer auf altbewährtes Personal auch auf viele bekannte Kompositionen, so zum Beispiel das vielfach gecoverte Hound Dog oder auf speziell für ihn geschriebene Lieder wie Pretending, das ebenfalls Platz 1 der Rockcharts belegte. Es wurde Claptons erstes Album, das in den USA Doppelplatinstatus erreichte. Er bezeichnete es als eines seiner Lieblingsalben. Von 1990 bis 1991 stellte Clapton das Album auf der Journeyman World Tour vor.

## Produktion und Gastmusiker
Die zwölf Titel des Albums, darunter je eine gemeinsame Arbeit von Clapton mit dem Foreigner-Gitarristen Mick Jones und mit Robert Cray, wurden von Russ Titelman produziert, der vorher unter anderem Alben von Paul Simon, Rickie Lee Jones und Randy Newman betreut hatte.
Zahlreiche Gastmusiker kamen zu den Aufnahmen in die New Yorker Power Station und Skyline Studios und das Townhouse in London. Neben Robert Cray, der auf vier Songs an der Gitarre zu hören ist, wirkten beispielsweise der Sänger Daryl Hall, der auch auf dem Concert-for-Bangladesh-Album schon mitwirkende Schlagzeuger Jim Keltner, der Saxofonist David Sanborn, der für die Produktion des Vorgängeralbums August verantwortliche Phil Collins, der Dire-Straits-Keyboarder Alan Clark, der Bassist Pino Palladino, die Sängerin Chaka Khan und der spätere Toto-Keyboarder Greg Phillinganes mit. Linda Womack sang gemeinsam mit Clapton Lead Me On, bei dem auch ihr Mann Cecil, mit dem sie das Stück geschrieben hat, an der Gitarre und vor dem Gesangsmikrofon stand. Mit George Harrison, der den Titel Run So Far beisteuerte und bei diesem Stück die Gitarre spielt, verband Clapton bereits seit seiner Mitarbeit am Weißen Album eine Freundschaft.

## Titelliste
1. Pretending (Jerry Lynn Williams) – 4:48
2. Anything for Your Love (Williams) – 4:16
3. Bad Love (Clapton, Mick Jones) – 5:11
4. Running on Faith (Williams) – 5:27
5. Hard Times (Ray Charles) – 3:00
6. Hound Dog (Jerry Leiber, Mike Stoller) – 2:26
7. No Alibis (Williams) – 5:32
8. Run So Far (George Harrison) – 4:06
9. Old Love (Clapton, Robert Cray) – 6:25
10. Breaking Point (Marty Grebb, Williams) – 5:37
11. Lead Me On (Cecil Womack, Linda Womack) – 5:52
12. Before You Accuse Me (Ellas McDaniel) – 3:55

## Rezeption
Das Munzinger-Archiv vermerkt retrospektiv für das Album ein „geteiltes Echo“. Der Frankfurter Rundschau gefiel 1990 die Abkehr von der Mainstream-Anbiederung des Vorgängeralbums. Sie fand Clapton „einfühlsam in trägen Blues- und Soul-Stücken, energisch und rau bei den straighten Rock-Nummern“. Die Internet-Plattform Allmusic vergab 4,5 von 5 Punkten und meinte, das Album zeige Claptons Virtuosität ohne Effekthascherei. Es sei das beste seit Slowhand.

## Kommerzieller Erfolg

### Chartplatzierungen
Das Album erreichte Platz zwei der britischen Albumcharts und Platz 16 der Billboard 200 sowie der deutschen Albumcharts. In Österreich und der Schweiz positionierte sich das Album auf den Rängen 29 bzw. sieben.
| ChartsChartplatzierungen       | Höchstplatzierung | Wochen |
| ------------------------------ | ----------------- | ------ |
| Deutschland (GfK)              | 16 (33 Wo.)       | 33     |
| Österreich (Ö3)                | 29 (1 Wo.)        | 1      |
| Schweiz (IFPI)                 | 7 (18 Wo.)        | 18     |
| Vereinigte Staaten (Billboard) | 16 (51 Wo.)       | 51     |
| Vereinigtes Königreich (OCC)   | 2 (34 Wo.)        | 34     |

| ChartsJahrescharts (1990) | Platzierung |
| ------------------------- | ----------- |
| Deutschland (GfK)         | 42          |

### Auszeichnungen für Musikverkäufe
Journeyman wurde weltweit mit 9× Gold und 6× Platin ausgezeichnet.

| Land/Region                  | Auszeichnungen für Musikverkäufe (Land/Region, Auszeichnung, Verkäufe) | Verkäufe  |
| ---------------------------- | ---------------------------------------------------------------------- | --------- |
| Argentinien (CAPIF)          | Gold                                                                   | 30.000    |
| Finnland (IFPI)              | Gold                                                                   | 25.000    |
| Frankreich (SNEP)            | Gold                                                                   | 100.000   |
| Indien (IMI)                 | Platin                                                                 | 50.000    |
| Japan (RIAJ)                 | Gold                                                                   | 100.000   |
| Kanada (MC)                  | 2× Platin                                                              | 200.000   |
| Niederlande (NVPI)           | Gold                                                                   | 50.000    |
| Österreich (IFPI)            | Gold                                                                   | 25.000    |
| Schweden (IFPI)              | Gold                                                                   | 50.000    |
| Schweiz (IFPI)               | Gold                                                                   | 25.000    |
| Spanien (Promusicae)         | Gold                                                                   | 50.000    |
| Vereinigte Staaten (RIAA)    | 2× Platin                                                              | 2.000.000 |
| Vereinigtes Königreich (BPI) | Platin                                                                 | 300.000   |
| Insgesamt                    | 9× Gold · 6× Platin ·                                                  | 3.005.000 |

Hauptartikel: Eric Clapton/Auszeichnungen für Musikverkäufe